# Alto do Mandu
Alto do Mandu é um bairro do Recife, Pernambuco, pertencente à 3ª Região Político-Administrativa (RPA-3) do município.
Coordenadas:  8°1'18"S   34°55'43"W
Limita-se com os bairros de Casa Amarela, Monteiro, Apipucos, Macaxeira e Nova Descoberta

## História
A povoação teve início por volta de 1920, com funcionários da antiga Fábrica da Macaxeira, em um morro próximo à fábrica.
Fazia parte do bairro de Casa Amarela até 1988, quando o decreto municipal nº 14.452 o transformou em bairro, juntamente com outros, desmembrado de Casa Amarela, que perdeu vários de seus morros.

## Demografia
Área: 25 ha.
População: 4.655 habitantes
Densidade demográfica: 184,89 hab./ha.